# Râul Șușița, Siret
Râul Șușița este un curs de apă, afluent al râului Siret. 
Bazinul hidrografic al râului Șușița este localizat în estul României în zona Subcarpatică și Câmpia Română, având o suprafață de 370 km² și este un afluent de dreapta a Siretului. Altitudinea medie a bazinului hidrografic este de 450 m, cu extremele cuprinse între 1345 m și 55 m.  
Rețeaua hidrografică, considerând un sistem cu bazine de recepție de 0,5 km² are o lungime de aproximativ 450 km, având ordinul IV în sistemul de clasificare Strahler. 
Hidrografic, bazinul este monitorizat în stația hidrometrică Ciuruc, ce acoperă aproximativ 50% din suprafața bazinului, ce corespunde sectoarelor montane si subcarpatice interne. La postul hidrometric Ciuruc, debitul mediu multi-anual este de  1.365 m³/s, cu extreme situate între un minim de 0 m³/s  (februarie 1964) și un maxim de 550 m³/s (iunie 1991).     